# Dionýsios z Halikarnassu
Dionýsios z Halikarnassu, také Dionysius (asi 54 př. n. l. Halikarnassos – asi 8 n. l. tamtéž), byl římský historik, spisovatel a rétor, který psal řecky. Jeho hlavní dílo, Římské dějiny, patří mezi hlavní prameny o starších dějinách Říma.

## Historik

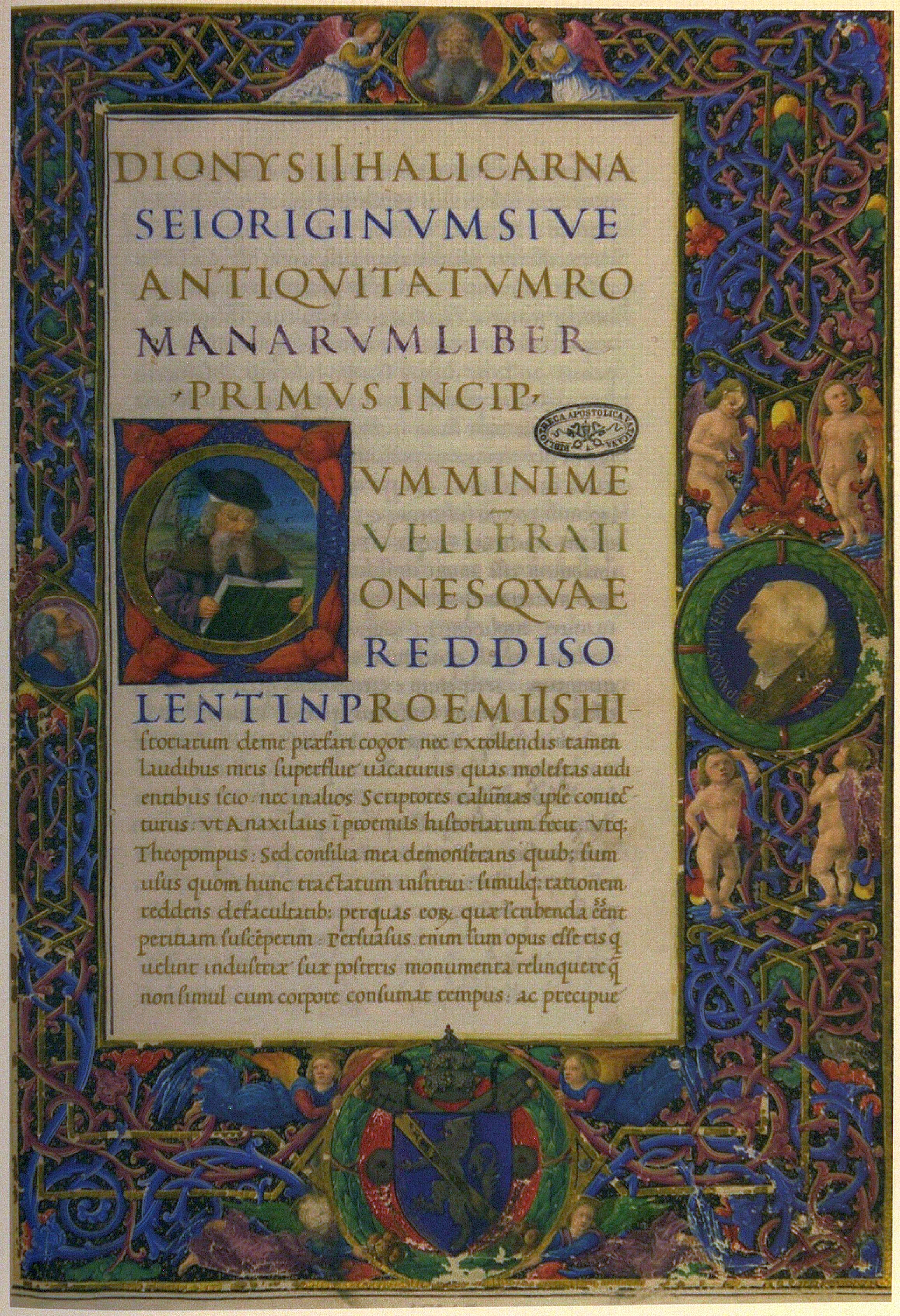
Začátek latinského překladu „Římských dějin“

Dionýsios se narodil v Halikarnassu (dnes Bodrum v Turecku), významném řeckém městě v jihozápadním cípu Malé Asie. Roku 29 př. n. l., brzy po nástupu císaře Augusta, přišel do Říma, kde napsal svá hlavní díla. Nejdůležitější z nich, „Římské dějiny“ (řecky Rómaiké archaiologia, latinsky Antiquitates Romanae, doslova „Římské starožitnosti“), líčí starší dějiny Říma od počátku do První punské války (264–241 př. n. l.) a snaží se ukázat jejich těsné spojení s řeckými dějinami a Řeckem. Zároveň chce podpořit snahy císaře Augusta o světový mír (Pax Romana) tím, že ukazuje, jak se Řím, jako idealizovaná obec (polis) stává středem světa. Přes tento politický záměr, který tehdy podporovala řada významných básníků a vzdělanců, je Dionýsiovo dílo – vedle knih Tita Livia – nejlepším pramenem pro starší dějiny Říma. Spis měl původně 20 knih, z nichž prvních deset se zachovalo úplně, jedenáctá zčásti a zbývající v obšírných citátech pozdějších historiků, hlavně Konstantina Porfyrogenneta.

## Rétor a kritik
Dionýsios byl také vynikající řečník (rétor) a literární kritik. Dochovalo se od něho několik literárněkritických a literárněvědných spisů (Uvádíme jejich české a latinské názvy, pod kterými se citují. Řecké názvy jen tehdy, když jsou uvedeny v titulu příslušného spisu v edicích):
- První list Ammaeovi (lat. Epistula ad Ammaeum I) – Polemika s peripatetickým filozofem, který tvrdil, že Démosthenés se učil rétorice z Aristotelovy Rétoriky; Dionýsios tento předpoklad vyvrací chronologickými argumenty.
- O starých řečnících (lat. De antiquis oratoribus, ř. Peri tón archaión rhétorón) – Spis o dvou dílech. Dochovala se z něho předmluva, první díl obsahující tři texty – O Lýsiovi (lat. De Lysia), O Isokratovi (lat. De Isocrate) a O Isaiovi (lat. De Isaeo) – a pravděpodobně první text z druhého dílu – O stylu Démosthenově (lat. De Demosthenis dictione, ř. Peri tés Démosthenú lexeós). Další dva v předmluvě plánované texty druhého dílu (O Hypereidovi a O Aischinovi) se nedochovaly a pravděpodobně je autor nakonec ani nenapsal.
- O slovní skladbě (lat. De compositione verborum, ř. Peri syntheseós onomatón) – Výklad teorie, že způsob uspořádání výrazů (tzv. synthesis) má na estetiku básnického i prozaického díla větší vliv, než samotná volba krásného výraziva.
- List Pompeiovi Geminovi (lat. Epistula ad Pompeium Geminum)
- O Thúkýdidovi (lat. De Thucydide, ř. Peri Thúkýdidú)
- Druhý list Ammaeovi (lat. Epistula ad Ammaeum II) – Doplňuje výklad o stylu Thúkýdidově v De Thucydide.
- O Deinarchovi (lat. De Dinarcho, ř. Peri Deinarchú)
- fragmentárně dochovaný spis O napodobování (lat. De imitatione, ř. Peri míméseós)

Další spisy tradované pod jeho jménem jako text Umění rétorické (lat. Ars rhetorica, ř. Techné rhétoriké) nepokládají soudobí badatelé za jeho dílo.